# Calafindești
Calafindesti là một xã thuộc hạt Suceava, România. Dân số thời điểm năm 2002 là 5798 người.